# Pumpen (Fernsehserie)
Pumpen ist eine deutsche Dramedy-Fernsehserie des Senders ZDFneo, die erstmals 2024 ausgestrahlt wurde.

## Handlung
Ein ungleiches Geschwisterpaar erbt nach dem Tod der Mutter deren recht heruntergekommenes Fitnessstudio Jutta's Fit & Fun in einem Industriegebiet in Magdeburg. Die quirlige Mia und der strukturierte Tom, die jahrelang kaum noch Kontakt miteinander hatten, raufen sich zusammen und versuchen zunächst für ein Jahr lang das Studio vor dem finanziellen Ruin zu retten. Dafür starten sie mit ihrem ebenso ungleichen Personal verschiedene, dabei mehr oder weniger erfolgreiche Aktionen, um die Stammkundschaft zu halten bzw. neues Klientel zu generieren.

## Figuren

### Hauptfiguren
- Mia: Sie und ihr Bruder sind in den 20er Jahren alt und charakterlich sehr unterschiedlich. Mia hatte sich recht früh von zu Hause abgenabelt. Sie war nach Köln gezogen und hatte dort vor, mit ihrem konditorischen Geschick und ihrem Freund, der allerdings verheiratet war, ein eigenes Café zu eröffnen. Sie ist spontan, quirlig und geht eher planlos durchs Leben.
- Tom: Er hatte es nie von zu Haus weg geschafft, bis zum Schluss wohnte er bei seiner Mutter. Der IT-Nerd ist sehr strukturiert, pedantisch und hat verschiedene schrullige Eigenarten. So hat er äußerst ungern körperlichen Kontakt zu seinen Mitmenschen und ekelt sich vor Schweiß. Gegenüber Frauen ist er sehr unsicher und schüchtern.

### Nebenfiguren
- Flora: Sie ist eine Fitnesstrainerin, immer mürrisch, cholerisch und laut. Im Studio ist sie als harte „Schleiferin“ bekannt-berüchtigt, die ihre vorwiegend männlichen Kunden dominiert.
- Papis: Ebenfalls Fitnesstrainer, ist er das genaue Gegenteil von Flora. Der bullige Familienvater ist äußerst liebenswürdig, umgänglich und harmoniebedürftig.
- Shae: Sie ist eine im Studio angestellte Yogalehrerin, die sehr viel von Esoterik und Spiritualität hält.
- Jean: Er ist ein vermeintlich geschmacksgestörter Koch, der am Studio angeschlossen für die Kundschaft eine Küche und Bar unterhält.
- Justin: Er ist Jeans Sohn, trägt schrille Kleidung im Stil der 1990er und betätigt sich als Fitness-Influencer für das Studio.
- Renate: Sie ist das Urgestein des Studios, langjähriger Stammgast und im Rentenalter. Obwohl nicht angestellt, hält sie sich, oft rauchend, eigentlich ständig dort auf.
- Felix: Er ist ebenfalls Stammgast im Studio und die Jugendliebe von Mia, aber mittlerweile mit einer anderen Frau verlobt. Im Verlauf der Serie kommen sich die beiden wieder näher.
- Jutta: Sie war die Mutter von Mia und Tom und taucht bei beiden Geschwistern in verschiedenen Situationen immer wieder als lästernd kommentierender Geist auf.

### Gastauftritte (Auswahl)
- Joachim Kretzer (in Folge 1 als Anwalt)
- Henrike Fehrs (in den Folgen 2, 7, 19, 23, 25 als Anita)
- Noah Becker (in den Folgen 2, 7, 10 als Benni)
- Monika Barth (in der Folge 3 als Irmgard von Rodenberg)
- Lena Conzendorf (in Folge 3 als die weinende Wiebke)
- Saskia Fischer (in Folge 4 als Karin)
- Marie Nasemann (in Folge 6 als Linda Fischer)
- Arne-Carlos Böttcher (in Folge 8 als René)
- Sophia Thiel (in Folge 9 als Agota Kabas)
- Ella Päffgen (in den Folgen 9 und 10 als Celine)
- Vita Tepel (in den Folgen 11–12, 14, 16, 20, 23–24 als Annalina)
- Arman Kashani (in den Folgen 12–13 als Stefanos)
- Thomas Rudnick (ín Folge 13 als Roggisch)
- Anne Schäfer (in Folge 13 als Daniela)
- Paula Paul (in Folge 14 als Maren)
- Daniela Reidies (in Folge 15 als Susi)
- Amer El-Erwadi (in Folge 16 als Mark Moreno)
- Nora Boeckler (in Folge 17 als Steffi Schaller)
- Hendrik von Bültzingslöwen (in Folge 17 als Vishad Bloom)
- Robin Sondermann (in Folge 18 als Trainer Tobi)
- Thomas Lawinky (in Folge 19 als Bodo Bizeps)
- Anna-Lena Schwing (in Folge 20 als Lea)
- Maximilian Mundt (in Folge 20 als Leo)
- Julia Weden (in Folge 20 als Dr. Strobl)
- Annika Schrumpf (in Folge 21 als Rike)
- Trang Le Hong (in Folge 22 als Sina)
- Bettina Ratschew (in Folge 24 als Sabine Winter)
- Luna Jordan (in Folge 24 als Therese Winter)
- Thorsten Merten (in Folge 25 als Rainer Müller)

## Produktion und Hintergründe
Der Titel der Serie leitet sich aus dem umgangssprachlichen Wort Pumper für Bodybuilder ab.
Die Dreharbeiten fanden vom 8. August bis zum 12. Dezember 2023 in Magdeburg und Hamburg statt.
Das ZDF gab die Serie für das Format Neoriginal in Auftrag, Pumpen sollte sich an eine „junge, streamingaffine Zielgruppe“ im Alter zwischen 20 und 30 Jahren richten. Daher waren die Folgen mit 22 Minuten recht kurz und erschienen noch vor der Ausstrahlung im linearen Fernsehen auch in der Mediathek des Senders. Zudem versuchte der Sender im Vorfeld auf verschiedene Weise über Social Media auf die Serie aufmerksam zu machen.
Auf Anfrage von DWDL teilte im Juni 2024 das ZDF mit, dass keine zweite Staffel von Pumpen realisiert wird. Die erreichten Quoten lagen bei zwischen 0,3 und 1,8 Prozent.

## Episodenliste

### Staffel 1
| Folge | Name                     | Erstveröffentlichung ZDF-Mediathek | Erstausstrahlung ZDFneo |
| ----- | ------------------------ | ---------------------------------- | ----------------------- |
| 1     | Tag der lebenden Leichen | 18. Januar 2024                    | 3. März 2024            |
| 2     | Schlimmer geht immer     | 18. Januar 2024                    | 3. März 2024            |
| 3     | Schöne Beine             | 18. Januar 2024                    | 15. März 2024           |
| 4     | Schwungmasse             | 18. Januar 2024                    | 15. März 2024           |
| 5     | Der Arschmacher          | 18. Januar 2024                    | 22. März 2024           |
| 6     | Denk an Mama             | 25. Januar 2024                    | 22. März 2024           |
| 7     | Zwischen den Stühlen     | 1. Februar 2024                    | 24. März 2024           |
| 8     | Heiß & Klebrig           | 8. Februar 2024                    | 24. März 2024           |
| 9     | Schlammschlacht          | 15. Februar 2024                   | 12. April 2024          |
| 10    | Cringe                   | 22. Februar 2024                   | 12. April 2024          |
| 11    | Die Andere               | 29. Februar 2024                   | 19. April 2024          |
| 12    | Killer-Deadlift          | 7. März 2024                       | 19. April 2024          |
| 13    | Schnee & Koks            | 14. März 2024                      | 26. April 2024          |
| 14    | Beachbody                | 21. März 2024                      | 26. April 2024          |
| 15    | kcal                     | 28. März 2024                      | 3. Mai 2024             |
| 16    | Over the Top             | 4. April 2024                      | 3. Mai 2024             |
| 17    | Schweiß und Tränen       | 11. April 2024                     | 5. Mai 2024             |
| 18    | Der Andere               | 18. April 2024                     | 10. Mai 2024            |
| 19    | Bodo Bizeps              | 25. April 2024                     | 17. Mai 2024            |
| 20    | Schwitzende Menschen     | 2. Mai 2024                        | 17. Mai 2024            |
| 21    | Die Kunden, die ich rief | 9. Mai 2024                        | 31. Mai 2024            |
| 22    | Bella                    | 12. Mai 2024                       | 31. Mai 2024            |
| 23    | Before Baby              | 19. Mai 2024                       | 7. Juni 2024            |
| 24    | Lass es los!             | 19. Mai 2024                       | 7. Juni 2024            |
| 25    | Bis zum Hals             | 26. Mai 2024                       | 14. Juni 2024           |

## Rezeption
Rainer Tittelbach kritisierte auf Tittelbach.tv die „dramaturgische Kurzatmigkeit, Dialoge, die mal pointiert, aber nie wirklich witzig sind, ein Geschehen, das nach dem Reiz-Reaktions-Prinzip funktioniert“. Gleichzeitig lobte er aber auch die Optik und Ästhetik: „Optisch ist die Serie State of the Art. Immer wieder fängt die Kamera die Tiefe und Breite des Raums ein, wodurch der Zuschauer gut informiert ist und die relativ kurzen Szenen geschlossen wirken. Stakkato-Schnitte indes werden eingesetzt, um Szenen und Schauplätze voneinander zu trennen.“ Tittelbach gab der Serie 3,5 von 6 Sternen.
Andreas Fischer von Prisma schrieb, es ginge „bei allem Klamauk um Sinn und Zweck von Selbstoptimierung etwa, Burnout, den Zwang, sich selbst verwirklichen zu müssen und nicht zuletzt um eine positive Einstellung gegenüber dem Körper, egal wie er aussieht. Immer wenn diese Themen unaufgeregt in den Mittelpunkt rücken, dann macht 'Pumpen' nicht nur Spaß, sondern ist auch richtig gut.“
Heike Hupertz von der Frankfurter Allgemeinen Zeitung schrieb, Pumpen sei „weder herzwärmend noch witzig, sondern plump“. Die Serie "behauptet zwar, kritisch mit dem Thema 'Normkörper' und Erscheinungskontrollzwang, insbesondere bei jungen Frauen, umzugehen, ist aber selbst besessen davon."